# Hambleton (Virginia Occidental)
Hambleton es un pueblo ubicado en el condado de Tucker en el estado estadounidense de Virginia Occidental. En el Censo de 2010 tenía una población de 232 habitantes y una densidad poblacional de 546,19 personas por km².

## Geografía
Hambleton se encuentra ubicado en las coordenadas 39°4′53″N 79°38′45″O / 39.08139, -79.64583. Según la Oficina del Censo de los Estados Unidos, Hambleton tiene una superficie total de 0.42 km², de la cual 0.31 km² corresponden a tierra firme y (26.22%) 0.11 km² es agua.

## Demografía
Según el censo de 2010, había 232 personas residiendo en Hambleton. La densidad de población era de 546,19 hab./km². De los 232 habitantes, Hambleton estaba compuesto por el 99.14% blancos, el 0% eran afroamericanos, el 0% eran amerindios, el 0% eran asiáticos, el 0% eran isleños del Pacífico, el 0% eran de otras razas y el 0.86% pertenecían a dos o más razas. Del total de la población el 1.72% eran hispanos o latinos de cualquier raza.